# Marco Rose
Marco Rose (ur. 11 września 1976 w Lipsku) – niemiecki trener i piłkarz występujący na pozycji obrońcy.

## Kariera

### Kariera piłkarska
Rose treningi rozpoczął w 1984 roku w klubie Rotation 1950 Lipsk. W 1987 roku trafił do juniorskiej ekipy klubu zespołu Lokomotive Lipsk, a w 1995 roku został włączony do jego pierwszej drużyny, występującej w Regionallidze. W sezonie 1996/1997 awansował z zespołem do 2. Bundesligi, ale po roku powrócił z nim do Regionalligi.
W 2000 roku przeszedł do drugoligowego Hannoveru 96. Zadebiutował tam 15 września 2000 w wygranym 3:0 meczu z Waldhofem Mannheim. W sezonie 2001/2002 awansował z klubem do Bundesligi. Wówczas podpisał kontrakt z drugoligowym 1. FSV Mainz 05. Pierwszy ligowy mecz w jego barwach zaliczył 10 sierpnia 2002 przeciwko 1. FC Union Berlin (2:0). W sezonie 2003/2004 wywalczył z Mainz awans do Bundesligi. Rose zadebiutował w niej 8 sierpnia 2004 w przegranym 2:4 spotkaniu z VfB Stuttgart. 2 października 2004 w wygranym 2:1 pojedynku z Freiburgiem strzelił pierwszego gola w trakcie gry w Bundeslidze. W sezonie 2006/2007 zajął z zespołem 16. miejsce w lidze i spadł z nim do 2. Bundesligi. W sezonie 2008/2009 Rose ponownie awansował z Mainz do Bundesligi. W 2010 roku odszedł z Mainz i zakończył piłkarską karierę.

### Kariera trenerska
W 2010 roku został asystentem trenera rezerw Mainz. W 2012 roku wrócił do Lokomotive Lipsk, gdzie pełnił funkcję trenera, jednak już po roku został z niego zwolniony. W latach 2013–2017 trenował kilka młodzieżowych drużyn Red Bull Salzburg. W 2017 roku został trenerem pierwszego zespołu Red Bull Salzburg.
Po okresie pracy w Austrii, Rose zdecydował się na powrót do Niemiec, gdzie objął posadę trenera Borussia Mönchengladbach. Dobre wyniki uzyskiwane z zespołem Źrebaków sprawiły, że Rose otrzymał propozycję pracy w Borussii Dortmund. 15 lutego 2021 roku, kierownictwo Borussia Mönchengladbach poinformował, że Rose postanowił skorzystać z tej opcji i od lipca rozpocznie pracę w BVB.